# Kaspar Sturm (Reichsherold)

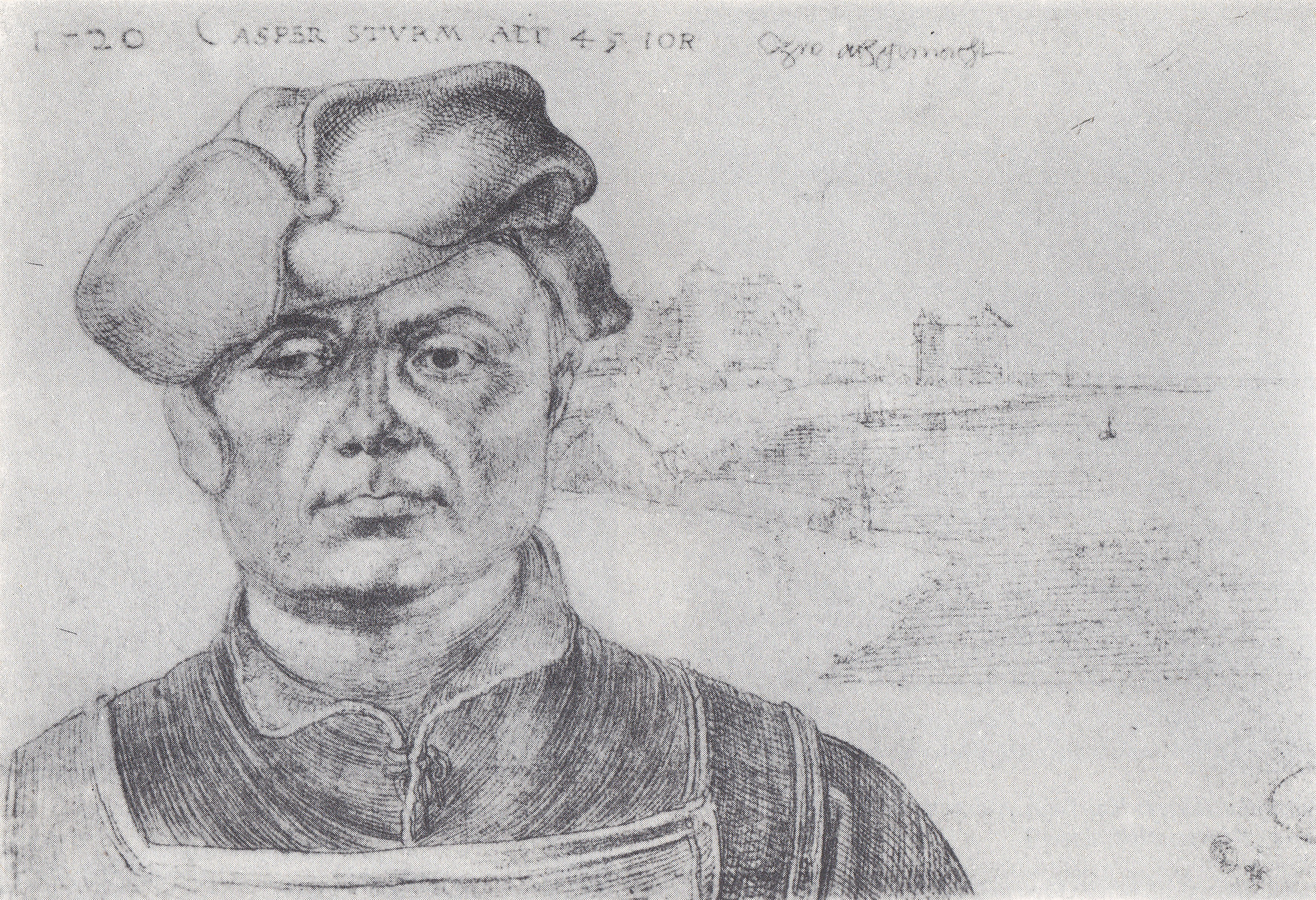
CASPER STVRM ALT 45 IOR
Silberstiftzeichnung von Albrecht Dürer, 1520

Kaspar Sturm (* 1475 in Oppenheim; † 4. Juni 1552 in Nürnberg) auch Kaspar Storm oder auf der Dürer-Zeichnung Casper Sturm; war der kaiserliche Reichsherold, der Martin Luther auf seiner Reise zum Reichstag zu Worms (1521) und zurück schützte und unterstützte.

## Leben

### Jugend
Kaspar Sturm wurde 1475 in Oppenheim als Sohn eines kurpfälzischen Beamten geboren. Nachdem der Name Sturm erst Ende 15. Jahrhundert dort auftaucht, wird angenommen, dass die Familie kurz zuvor zugezogen war.
Über den Bildungsgang von Kaspar Sturm sind keine Belege bekannt. Der in seinen Schriften dokumentierte Bildungsstand, seine Zugehörigkeit zur Humanismusvereinigung Sodalitas litteraria Rhenana und die Immatrikulation seines Bruders Philipp Sturm an der Universität Heidelberg im Jahre 1499 legen nahe, dass auch er dort studiert hat. Von seinem Bruder berichtet man, dass er als pfälzischer Sekretär nach der Niederwerfung der Bauern bei Pfeddersheim durch einen „Gellschuß“ ums Leben gekommen sei.

### In der Kurmainzer Kanzlei
Man nimmt an, dass sich Kaspar Sturm von jungen Jahren an in der Kurmainzer Kanzlei heraufgearbeitet hat. Dort findet sich eine im Juli 1515 auf den inzwischen 40-Jährigen ausgestellte Urkunde und zwar die Aufnahme als „lebenslänglicher Diener“ durch den Erzbischof und Kurfürst Albrecht von Mainz und Brandenburg sowie Co-Markgraf von Brandenburg.

### Tätigkeit für den Rat der Stadt Nürnberg
Sturm hatte offensichtlich bereits zu seiner Kurmainzer Zeit einen Dienstvertrag mit dem Nürnberger Rat über die Lieferung von Nachrichten über politische Ereignisse und Vorgänge im Reich. Er erhielt hierfür ein jährliches Dienstgeld, wie Dankschreiben an Sturm im Juni 1518 und Quittung des Empfangs auf dem Reichstag zu Augsburg zeigen. Sturm war auch als Übermittler von Schreiben (Kurier) für die Stadt Nürnberg tätig (z. B. 1519).
Die geschäftliche Beziehung zu Nürnberg brach mit seiner im folgenden Kapitel beschriebenen Ernennung zum Reichsherold nicht ab. Sturm übermittelte auch diplomatische Nachrichten und wurde für den städtischen Rat zu einer noch begehrteren Informationsquelle.
Erst sein verstärktes Engagement im Dienste des Pfälzer Kurfürsten führte zum Nachlassen der Beziehungen zu Nürnberg.
Das auf den ersten Blick erstaunliche hohe Interesse einer Stadtregierung an Informationen über die aktuelle Reichspolitik und insbesondere später aus der Umgebung Karls V. selbst erklärt sich durch die finanzielle Verflechtung und Abhängigkeit des Kaiserhauses von seinen großen Kreditgebern. Ganz besonders betraf dies die beiden großen Kaufmannsstädte Augsburg und Nürnberg mit den Großunternehmen Fugger und Welser.
So hatte sich der Nürnberger Zweig der Welser über eine eigene Gesellschaften mit weiteren Großkaufleuten in die lukrative Erschließung der Rohstoffquellen Südamerikas und in den Gewürzhandel mit dem fernen Osten gestürzt. Die Nürnberger Patrizier verdienten in Südamerika auf allen Geschäftsfeldern, so neben dem äußerst gewinnträchtigen Handel mit Gold, Perlen, Farbstoffen wie Indigo, Edelhölzer, Drogen und Medikamenten auch an dem durch den Vertrag ausdrücklich konzessionierten Sklavenhandel für die spanischen Kolonien in Südamerika und am Vertrieb von Mitteln gegen die aus der Neuen Welt eingeschleppte Syphilis. Diese Interessenlage erzeugte einen hohen Informationsbedarf über politische Absichten und anstehende kaiserliche Entscheidungen. Sturm war offenbar hinsichtlich der Auswahl und Interpretation der Nachrichten ein tüchtiger Mann.

### Ernennung zum Reichsherold
Kaspar Sturm begleitete im Oktober 1520 seinen Dienstherrn, den Mainzer Erzbischof Albrecht von Brandenburg, zur Krönung Karls V. zum römisch-deutschen König nach Aachen. Dort wurde er auf Empfehlung von Albrecht am 27. Oktober 1520 im Rahmen der Krönungsfeierlichkeiten zum Reichsherold ernannt.
Er erhielt als Beinamen die Dienstbezeichnung „Germania genand Teutschland“ zum Unterschied von den welschen (romanischen) Herolden des Kaisers.

### Begegnung mit Albrecht Dürer
Albrecht Dürer hielt sich im Herbst 1520 in den Niederlanden (Antwerpen) auf, um sich die ihm von Maximilian I. in Anerkennung seiner künstlerischen Leistungen verliehenen Leibrente von dem neu gewählten Kaiser Karl V. bestätigen zu lassen und wohnte bei dieser Gelegenheit ebenfalls den Krönungsfeierlichkeiten in Aachen bei. In seinem Tagebuch findet sich der Eintrag: „Ich hab den Sturm konterfet“. In dieser Form von Albrecht Dürer bezeichnet, muss Kaspar Sturm schon damals als eindrucksvolle Persönlichkeit bekannt gewesen sein.
Die Silberstiftzeichnung aus dem Skizzenbuch des Künstlers ist erhalten und befindet sich heute im Musée Condé in Chantilly. Sie zeigt Sturms Kopf mit einer Lederkappe bedeckt und der Ansatz des Wappenrocks ist erkennbar. Aus dem Text 1520 CASPER STURM ALT 45 IOR ergibt sich als Geburtsjahr Sturms 1475 oder Spätjahr 1474 – andere Quellen geben davon abweichende Jahre an.

### Auf dem Wormser Reichstag
Mit Karl V. kam Kaspar Sturm im Januar 1521 zum Reichstag nach Worms, der vom 27. Januar bis 25. Mai dauerte.
Gleich zu Reichstagsbeginn, also lange bevor er selbst mit Martin Luther etwas zu tun hatte, geriet der Herold in eine Auseinandersetzung mit den Vertretern der römischen Kurie und ihren Anhängern.
In einer am 23. Januar 1521 im Dom gehaltenen Leichenpredigt für Kardinal Wilhelm von Croy hatte der Augsburger Dominikanerprior Johann Faber den Kaiser und die Fürsten aufgefordert, gegen den Papst zu ziehen und in der Kirche nach dem Rechten zu sehen.
Der Prediger musste sich daraufhin noch im Dom von Magister Michael Sander heftigste Vorwürfe gefallen lassen. Kaspar Sturm war offenbar Ohrenzeuge diese Unterredung und ärgerte sich über die Kritik an der Rede, die ihm selbst ausnehmend gefallen hatte. Als er kurz darauf mit Sander in der kaiserlichen Residenz zusammentraf, drohte er ihn wegen seiner Äußerungen gegen den Dominikaner in den Rhein zu werfen oder ihm noch Schlimmeres anzutun. Der päpstliche Nuntius Aleander berichtet sogar, der Herold habe im Saale des Kaisers gegen Sander das Schwert gezückt.
Jedenfalls galt Sturm von jetzt an den Vertretern der römischen Kurie als Feind der Kirche.

Bei Gelegenheit des Reichstages sollte (allerdings außerhalb der Reichsversammlung) die Causa Lutheri (Der Fall Martin Luther) behandelt werden. 
Luther war bereits als Häretiker verurteilt und mit dem Kirchenbann belegt worden, musste jedoch vor der sich daraus ergebenen Reichsacht wegen der 1519 von Karl V. beschworenen Wahlkapitulation als Beschuldigter angehört werden. Nach Vorverhandlungen wurde hierfür Luther bei Zusicherung freien Geleits für den 17./18. April nach Worms zitiert.
Aleander, der päpstliche Nuntius war außer sich, als er hörte, dass ausgerechnet Kaspar Sturm zu Luther nach Wittenberg gesandt worden war, um ihn zum Reichstag und wieder zurück zu geleiten. Als nun gar Sturm dem Kaiser von unterwegs berichtete, dass „ohne dass er es verhindern könne, alle Welt Alt und Jung, Knaben und Mädchen Luther entgegenströmten“, schrieb Aleander aufgebracht: „Dieser Herold, ein übermütiger Mann und Tölpel, ein grimmiger Feind des Klerus, ist gerade der rechte Mann, um dem Martin (Luther) ein auf der Reise geschehenes Wunder oder eine Erscheinung des Heiligen Geistes über seinem Haupte, wie er ja schon abgebildet wird, anzudichten.“
Die letzte Nacht der Hinreise vom 15. auf 16. April verbrachte Luther in Oppenheim im damaligen Gasthaus „Zur Kanne“ (heute Mainzer Straße 11–13). Luther bekam dort am Abend Besuch von Franz von Sickingen, der ihm Schutz und Sicherheit auf seiner Ebernburg bei Bad Kreuznach anbot, was Luther jedoch ablehnte. Hinter Sickingens Initiative stand Jean Glapion, der Beichtvater des römischen Königs und ernannten Kaisers, der damit Luthers Auftritt in Worms verhindern wollte. Anders als Karl V dürfte er geahnt haben, dass Luther nicht abschwören, sondern die Gelegenheit zum Vortrag seiner Thesen nutzen würde.

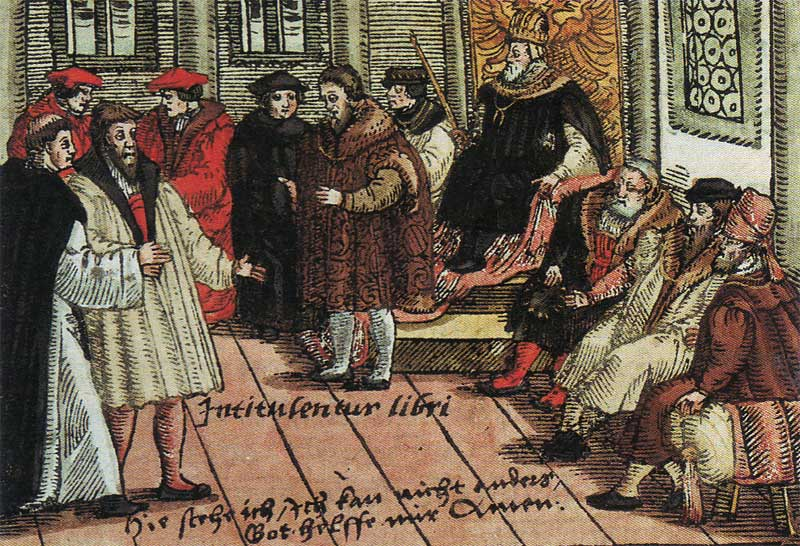
Luther auf dem Reichstag

Der humanistisch gebildete Sturm bewunderte insgeheim den Mut des „aufsässigen Mönches“, der sich zu seinen Schriften bekannte und deren Inhalt nicht widerrief. Sturm sorgte (u. a. mit einer anonymen Flugschrift) dafür, dass die pro Luther gestimmte Menge immer über den spannenden Ablauf der Verhandlungen informiert war.

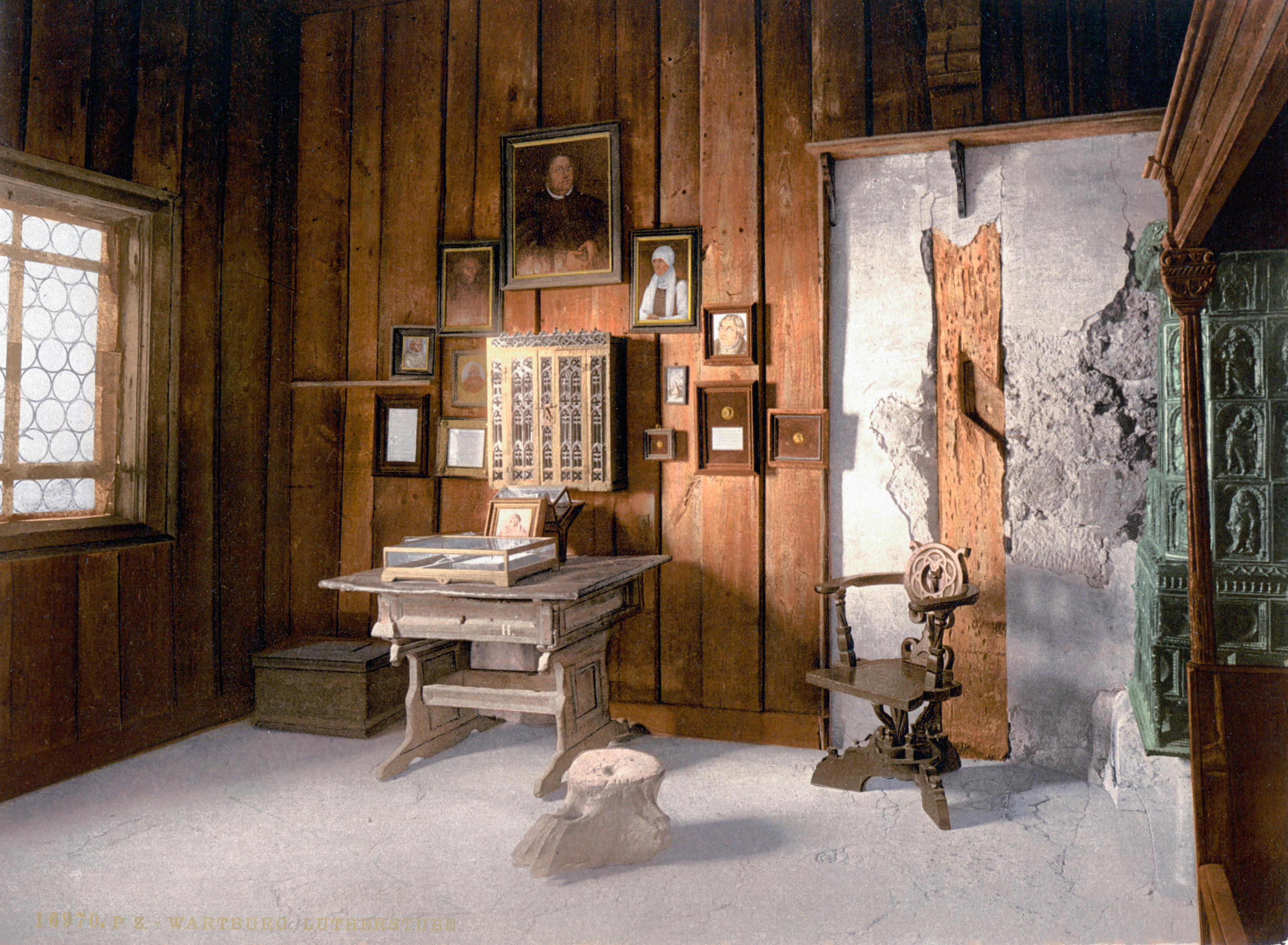
Lutherstube auf der Wartburg

Nach dem zweitägigen Verhör und internen Beratungen erhielt Luther am 25. April die kaiserliche Mitteilung, dass er mit Geleit nach Wittenberg zurückkehren solle, unterwegs nicht predigen, schreiben, noch in anderer Weise das Volk erregen. Das Geleit für den Geächteten sollte wieder Sturm sichern.
Um jedes Aufsehen zu vermeiden, verließ Luther Worms schon am Tag darauf in aller Stille. Erst einige Stunden später ritt der Reichsherold nach und erreichte Luther in Oppenheim, der wieder in der „Kanne“ in Oppenheim übernachtete. Luther entließ Sturm dann schon in Friedberg mit der Bescheinigung, dass er seiner nicht mehr bedürfe. Diese auf den ersten Blick unverständliche Maßnahme lässt vermuten, dass Luther und auch Sturm in den Plan seiner anschließenden „Entführung“ auf die Wartburg eingeweiht waren.
Am 8. Mai verhängte Karl V. die Reichsacht über Luther, die als Wormser Edikt nach Zustimmung durch die noch nicht abgereisten Teilnehmer der Reichsstände am 26. Mai publiziert wurde.

### Herold für Kurfürst Ludwig von der Pfalz
Kaiser Karl V. verließ nach dem Wormser Reichstag Deutschland und kehrte erst 9 Jahre später wieder zurück (Augsburger Reichstag 1530). Sturm scheint in dieser Zeit anfangs wieder in Mainz gewohnt zu haben. Ein Reichsherold hatte vor allem die Ordnung auf den Reichstagen sowie ein kaiserlich bewilligtes Freies Geleit zu sichern. In Abwesenheit des Kaisers konnte Sturm also nicht mit Aufträgen rechnen.
Er trat deshalb im Mai 1522 als Herold in die Dienste des Kurfürsten Ludwig von der Pfalz und machte den Feldzug gegen Franz von Sickingen und seine Genossen im Jahre 1523 mit. Er war Ohrenzeuge der letzten Unterredung mit dem sterbenden Ritter und hat die Ereignisse des „Rheinischen Ritterkrieges“ genau und anschaulich beschrieben (siehe Leistungen und Werke).
1524 veröffentlichte Sturm eine Schrift über das Amt der Ehrenholde (Herolde).

### Weitere Reichstage und Reichsregiment
Aus den in seinem Wappenbuch als Teilnehmer an dem Reichstag zu Speyer (1529) festgehaltenen geistlichen und weltlichen Fürsten kann man nur schließen, dass Caspar Sturm ebenfalls anwesend war. Auf dem Reichstag zu Augsburg (1530) war Sturm jedenfalls wieder im Heroldsamt und berichtete in vier Schriften über die Ereignisse. Auch auf dem Reichstag zu Regensburg (1532) war er als Reichsherold in der Umgebung Karls V. tätig.
Offensichtlich hatte Sturm Beziehungen zum Reichsregiment, das von 1521 bis 1524 in Nürnberg, dann bis 1527 in Esslingen und schließlich bis zur Auflösung 1531 in Speyer seinen Sitz hatte.

### Begegnung mit Hans Sachs
Im Februar 1530 besuchte Sturm einen Vetter in Nürnberg und traf dort mit Hans Sachs zusammen, der zur Erinnerung an die Begegnung ein Gedicht wie folgt beginnen ließ:
Eins tagsz pat ich ein Ehrenholt

Das er mir kurtz erzelen sollt

Aller Roemisch Keiser nam

Wie einer nach dem andern kam

### Letzte Lebensjahre in Nürnberg
Kaspar Sturm wohnte mit seiner Frau bis 1538 in Mainz, wobei er in verschiedenen noch erhaltenen Briefen die aufkommenden Beschwerden des Alters beklagte. Inzwischen Witwer geworden, wollte er nach Nürnberg überwechseln und beantragte beim Nürnberger Rat mit Hinweis auf sein Alter und seine angegriffene Gesundheit die Aufnahme in das dortige Heilig-Geist-Spital, einem Pfründnerheim.
Mit dem Argument, das Spital sei für verarmte Nürnberger Bürger und nicht für hochrangige Reichsherolde gedacht, wies man ihn zunächst ab. Sturm blieb beharrlich und wies auf seine Verdienste für die Stadt hin. Schließlich bewährte es sich, dass er in der Patrizierschaft über viele Gönner verfügte, und Sturm wurde im September 1538 aufgenommen.
Sturms Gesundheitszustand besserte sich rasch und er lebte entgegen seiner eigenen Einschätzung immerhin noch 14 sehr aktive Jahre. Da er sich der Spitalordnung nicht anpassen konnte, war das Verhältnis zu dem offenbar schwierigen Pfründner nicht ungetrübt. Es kam immer wieder zu Auseinandersetzungen mit dem Spitalmeister.
Als der Kaiser zum Regensburger Reichstag 1541 wieder nach Deutschland kam, setzte er Sturm auf dessen Antrag zur Ruhe. Sturm hatte jedoch Mühe, die angewiesene Pension auch zu erhalten.

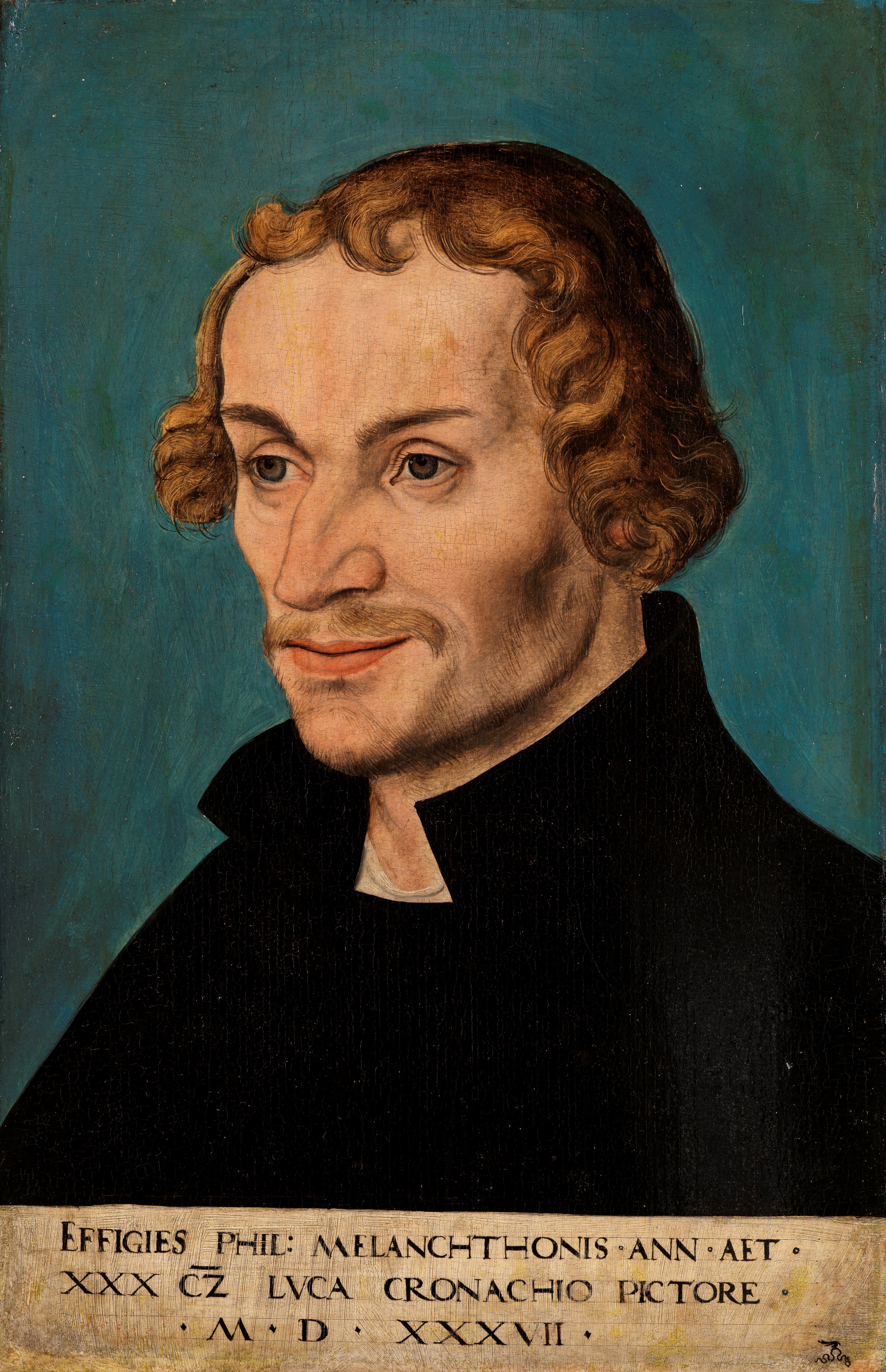
Philipp Melanchthon 1537

Sturm blieb in Nürnberg weiter mit dem Notar Georg Selnecker in Verbindung, den er aus den Tagen des Wormser Reichstags kannte. Georg Selnecker war 1512 Stadtgerichtssubstitut in Nürnberg, 1522 Stadtschreiber der Nürnberger Landstadt Hersbruck und 1534 Prokurator (Notar) in Nürnberg geworden. Er galt als Anhänger der Lehre Luthers und Freund Philipp Melanchthons. Bei der Einführung der Reformation wirkte er kräftig mit.
Seinem in Nürnberg lebenden Sohn Nikolaus Selnecker, dem späteren Geschichtsschreiber Luthers, war er ein väterlicher Freund. Sturms standhaftes Verhalten auf dem Wormser Reichstag und die Unterstützung Luthers waren noch nicht vergessen. Im September 1541 und Februar 1542 ließ Philipp Melanchthon aus Wittenberg durch Selnecker freundliche Grüße bestellen. Nikolaus Selnecker hat einige Erzählungen Sturms aus den Wormser Tagen überliefert.
Kaspar Sturm starb in Nürnberg am 4. Juni 1552.

### Erinnerungsstücke
Kaspar Sturms Sohn Philipp Jakob Sturm ließ sich in Friedberg als Apotheker nieder. Das von ihm weitervererbte Zeremonienschwert des Reichsherolds (das „Lutherschwert“), ein über 2 Meter langer sogenannter Bidenhänder wurde in den 1840er Jahren von einem Buchhändler für die ansehnliche Summe von 200 Gulden erworben und von dessen Nachkommen Fritz H. Herrmann als Dauerleihgabe dem Wetterau-Museum der Stadt Friedberg zur Ausstellung überlassen.
Im sogenannten Stadtfenster im Westchor der Katharinenkirche zu Oppenheim erinnert eine Darstellung von Luther und Sturm mit dem Namen Oppenheimer Geleit an die Reise zum Reichstag und die beiden Aufenthalte in der Stadt.

## Leistungen

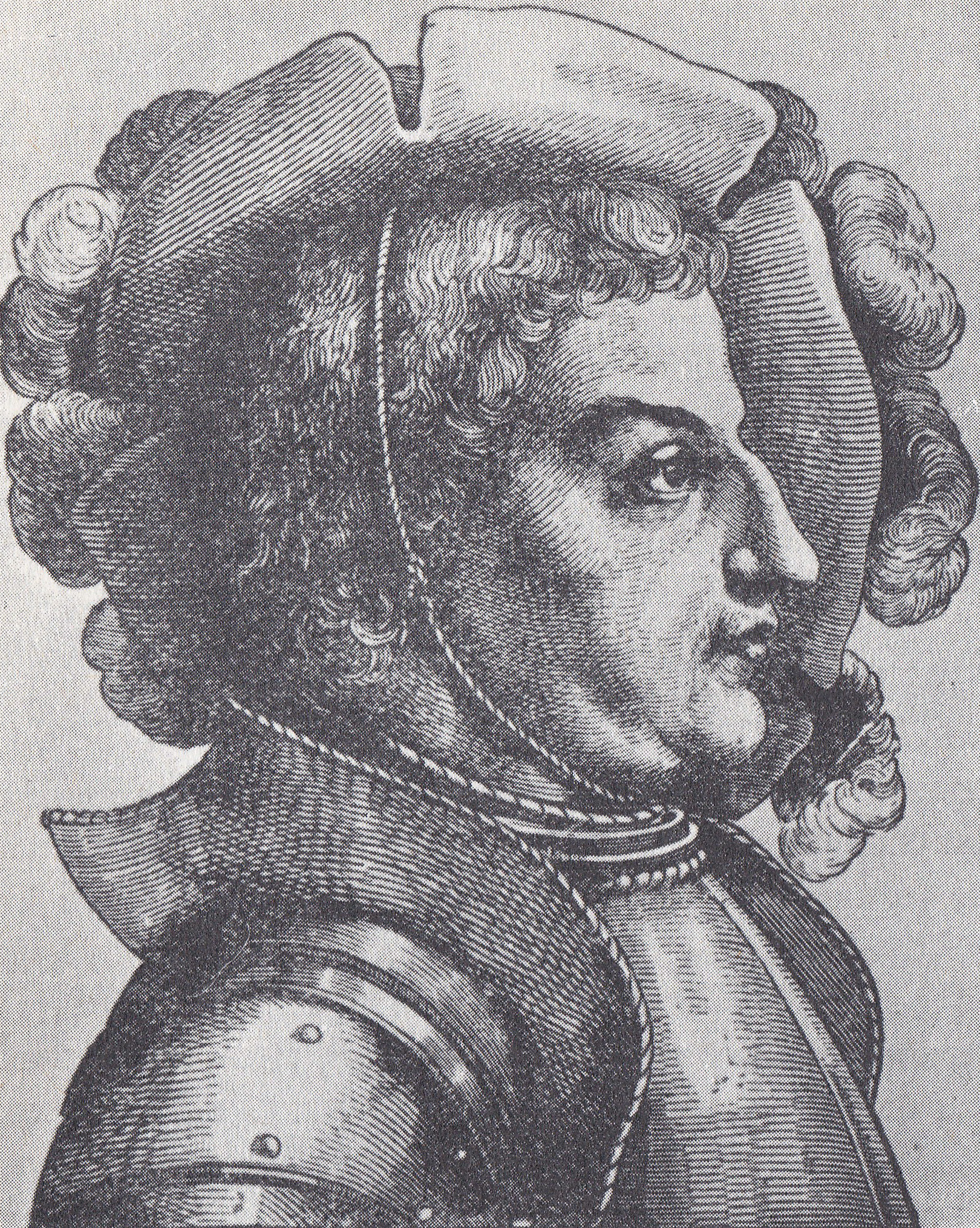
Franz von Sickingen

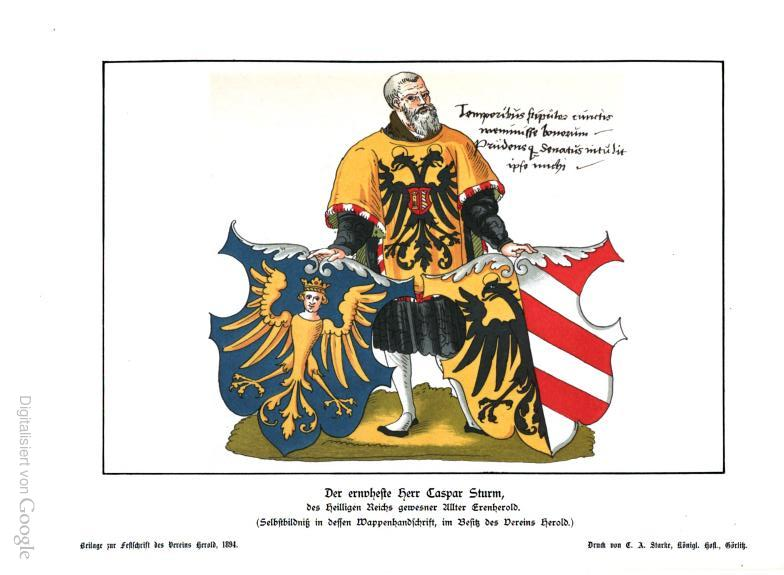
Selbstbildnis im Wappenbuch

Kaspar Sturm war lebenslänglicher Diener beim Mainzer Erzbischof Albrecht von Brandenburg, kaiserlicher Ehrenherold unter Karl V.,nennt sich außerdem auch Ehrenherold des Reiches, König Ferdinands und des Pfalzgrafen bei Rhein und führte den Beinamen „Germania genand Teutschland“.
Die Herolde hatten als Boten zwischen den Herrscherhäusern des Mittelalters die Funktion von Botschaftern und unverletzlichen Parlamentären. Sie spielten keine geschichtliche Rolle und blieben deshalb meist unbekannt. Nicht so bei Sturm, und zwar vor allem wegen seines Geleitschutzes für Luther zum Reichstag nach Worms und dessen aktiver Unterstützung. Kaspar Sturm sorgte darüber hinaus als gelegentlicher prosaischer Chronist dafür, dass sein Name in der Geschichte weiterlebte. Auf seine Schriften wurde man freilich erst in jüngster Zeit aufmerksam.
So ist sein schon 1523 erschienener „warlicher Bericht“ die Hauptquelle für den Feldzug Triers, Hessens und der Pfalz gegen den berühmten Franz von Sickingen und dessen Untergang. Er erzählt den Ablauf der Ereignisse in trockener chronologischer Anordnung ohne auf die Situation und die Beweggründe der historischen Persönlichkeit einzugehen. Wichtig ist seine Aufzeichnung, weil er in seiner amtlichen Eigenschaft als Herold der Verbündeten Augenzeuge vieler sonst unbekannter Details war. Der Bericht wurde oft gedruckt und noch 1626 mit einer Übersetzung der „historia des Leodius“ neu aufgelegt.
1521, ein Jahr später erschien ein Büchlein über Amt, Namen und Dienst der Herolde (ohne nennenswerte Aussagen über das Heroldsamt), eine dem Geschmack der Zeit entsprechende fabelhafte Erzählung von den angeblichen Herolden des Altertums.
Auch der im Jahre 1536 erschienene „Fürstenschatz“ (Neuauflage einer Schrift des Hans Sachs mit einer Charakteristik der deutschen Kaiser bis auf Karl V.) trägt Sturms Handschrift.
Zwar anonym, aber ihm zweifelsfrei zuzuordnen sind dann wieder mehrere Berichte und vier kleine Schriften über den Augsburger Reichstag von 1530, die durch das Verzeichnis der Anwesenden und die Schilderung der Feierlichkeiten wertvoll sind und in denen sich seine humanistische Bildung zeigt.
1538 benutzt er eine Mußezeit, um Kaiser Maximilians bekannten Ausspruch von den vier (bei anderen drei) Königen, dem König der Teufel (England), der Esel (Frankreich), der Menschen (Spanien) und der Könige (deutscher Kaiser) in dem Heft Die vier nahmhafftesten Königreich (Frankfurt 1538, o. D. 1639) für König Ferdinand auszuführen.
In diesem Versuch, die Nationen zu charakterisieren, ließ sich Sturm von satirischen Anwandlungen leiten, die er vermutlich seiner (mündlichen) Quelle verdankte; von ihm aber rühren sicherlich die beiden einleitenden Reimpaare und die aus Bibelworten bestehende Schlussrede her.
Dieselben Ingredienzien, Reime und Bibelzitate, finden sich in sehr viel stärkerem Maße vor und hinter seiner kleyn Fürstlich Chronica (Straßburg 1544), die die Geschichte der vier Weltmonarchien bis auf Karl V. berichtet, zuerst in engem Anschluss an die Bibel, dann in dürftigen Notizen über römische und deutsche Kaiser, schließlich von den Hussitenkriegen an eingehender. Der Sieg bei Pavia bildet den effektvollen Abschluss.
Kaspar Sturm verfasste auch ein Wappenbuch mit einem Selbstbildnis. Das ist für einen Herold nicht ungewöhnlich, da er für die staatlichen Zusammenkünfte und Zeremonien, an denen er teilnahm und die die er manchmal auch zu organisieren hatte, die Wappen der Teilnehmer kennen musste. Daher erhielt
die Wappenkunst den Namen „Heraldik“ von ihren Experten, den Herolden.
Das  Wappenbuch des Reichsherolds Caspar Sturm enthält etwa 110 Wappenabbildungen von hoher Kunstfertigkeit und gilt als ein wichtiges heraldisches Dokument.
Den Plan, Karl V. ein eigenes Buch zu widmen, scheint Sturm nicht ausgeführt zu haben.
Kritiker weisen auf den etwas schwerfälligen, mühseligen und dürren Annalistenstil in einigen literarischen Werken Sturms hin. Sie unterstellen Schwächen in den Ausdrucksmöglichkeiten und halten dies für einen Grund, dass Sturm sich bei allgemeinen Betrachtungen möglichst nahe an den Wortlaut biblischer Weisheit anlehnte.

## Schriften
- Flugschrift über Luthers Verhör (Worms, 1521), noch während des Reichstags in Worms von Hans von Erfurth gedruckt
- Warlicher Bericht  über den Kriegszug gegen Franz von Sickingen (Straßburg 1523), wieder abgedruckt in:  Bellum Sickinganum  (Straßburg, 1626)
- Berichte und vier kleine Schriften über den Augsburger Reichstag von 1530
- Fürstenschatz Charakteristik der deutschen Kaiser bis auf Karl V. (Neuauflage einer Schrift des Hans Sachs) (1536)
- Die vier nahmhafftesten Königreich  (Frankfurt, 1538)
- kleyn Fürstlich Chronica  (Straßburg, 1543/1544).
- Das Wappenbuch des Reichsherolds Caspar Sturm